# Andalé
Andalé zijn twee lettertypen uit de jaren 90, ontworpen door Steve Matteson en uitgegeven door Monotype.

## Andalé Mono
Andalé Mono (ook wel Andale Mono) is een proportioneel schreefloos lettertype ontworpen door Steve Matteson en uitgegeven door Monotype. Het is gemaakt voor Apple Inc. en IBM voor het stopgezette Taligent-project en is tevens speciaal ontworpen voor softwareprogrammeren. Vanaf Windows ME werd het lettertype vervangen door Lucida Console en dus niet meer standaard meegeleverd met het besturingssysteem. Het wordt wel nog meegeleverd met OS X.

## Andalé Sans
Andalé Sans (ook wel Andale Sans) is een schreefloos lettertype ontworpen door Steve Matteson en uitgegeven door Monotype, om een niet-proportionele variant te hebben voor zijn Andalé Mono. Dit lettertype heeft, in tegenstelling tot de proportionele variant, wel een cursief. Het wordt gebruikt in bepaalde Sony-telefoons en oudere versies van OpenOffice.org. Er is ook een Unicode-versie met meer dan 50 000 tekens.